# Alfred Dilger
Alfred Dilger (* 20. Oktober 1897 in Tellicherry, Indien; † 1975) war ein deutscher evangelischer Geistlicher. Während des Zweiten Weltkrieges war er als Mitglied der bekennenden Kirche Organisator eines Netzwerkes, um verfolgten Juden Zuflucht zu gewähren.

## Leben
Während des Ersten Weltkrieges war er Soldat und wurde schwer verwundet. Ein Bein musste ihm amputiert werden.
Dilger war ab 1924 Pfarrer der Evangelischen Gesellschaft Stuttgart. 1932 wechselte er auf die Pfarrstelle in Nellingen auf den Fildern und 1942 nach Bad Cannstatt.
Dilgers Pfarrhaus war Treffpunkt des „Bruderrates“ der Bekennenden Kirche in Württemberg. Diese Gruppe hatte es sich zur Aufgabe gemacht, Verfolgten des nationalsozialistischen Systems zu helfen. Die Mitglieder beschlossen 1943, auf eine Anfrage aus Berlin, flüchtige Juden zu verstecken. Dilger war eine der zentralen Personen in dem Netzwerk.
Von 1947 an war er Heimatinspektor des deutschen Zweiges der Basler Mission. Er ging 1963 in den Ruhestand.
Seit 1991 werden Dilger und seine Frau Luise zu den Gerechten unter den Völkern gezählt.